# Sphex dorycus
Sphex dorycus är en biart som beskrevs av Guérin-Méneville 1838. Sphex dorycus ingår i släktet Sphex och familjen grävsteklar. Inga underarter finns listade i Catalogue of Life.